# 1G連
1G連（いちげーむれん、いちじーれん）はパチスロの4号機（ストック機）に搭載された連荘システムである。1ゲーム連、1P連（いちぴーれん、わんぴーれん）とも呼ばれ、1ゲーム連荘の略。
ボーナスゲーム後、1プレイ目に再度ボーナスゲームが当選することで、これが連続した場合相当な爆発力があるため大変人気となった。『ジャグラー』シリーズ（北電子）などの完全確率機において、自力で1プレイ目にボーナスを引き当てることも1G連と呼ばれるが（この場合一般的な1G連と区別する意味で「自力1G連」と呼ぶ場合が多い）、一般的に1G連と言えば、ボーナスゲーム中に何らかの条件を満たし、その特典として1プレイ目にストックが放出されるものを言う。
1G連は特典であるため、ビッグボーナスである場合が多いが、必ずしもそうではない。また、『主役は銭形』、『麻雀物語2』（いずれも平和）、『キングオブマウス』（オリンピア）などに搭載されている、1プレイ目ではなく3プレイ目、4プレイ目にボーナスが放出されるものは3G連、4G連などと呼ばれる。
5号機ではストック機能が禁止されたため、自力でボーナスフラグを引くことによる1G連だけになったが、ボーナス終了後に続くリプレイタイム（RT）を利用して、あたかもRT終了後1G目に当選したかのように見せたり（『南国娘』（オリンピア）など）、ARTを擬似ボーナスとして扱う（『押忍!番長2』（大都技研）など）、いわゆる「擬似1G連」を搭載する機種は存在する。また『アイムジャグラーEX』（北電子）では、自力1G連を達成した場合にボーナスゲーム中の音楽が変化し、『新世紀エヴァンゲリオン 〜まごころを、君に〜』以降のシリーズ作ではムービーが流れるなど、特典がある機種もある。また近年のARTを搭載した機種においては、1G連時にナビストックなどが優遇される機種も存在する。

## 1G連を搭載する主な機種
- シェイク（大都技研）
- 吉宗（大都技研）
- 押忍!番長（大都技研）
- 島娘30（オリンピア）
- 南国育ち（オリンピア）
- ニュー島唄30（オリンピア）
- 主役は銭形（平和）
- ボンバーパワフル（三共）